# Молоховец, Елена Ивановна
Елена Ивановна Молохове́ц (урожд. Бурман; 28 апреля (10 мая) 1831, Архангельск, Российская империя — 11 декабря 1918, Петроград, РСФСР) — русская писательница в области кулинарной, домоводчевской и оккультно-мистической литературы, автор книги «Подарок молодым хозяйкам, или Средство к уменьшению расходов в домашнем хозяйстве».

## Биография
Родилась в семье командира 52-го Виленского пехотного полка, подполковника, по выходе в отставку — начальника архангельской таможни, статского советника Ивана Ермолаевича Бурмана (5 февраля 1785 — 24 ноября 1834) и его супруги домохозяйки Екатерины Дмитриевны. Отец происходил из обрусевших немцев. Рано став сиротой, воспитывалась бабушкой, которая в 1845 году смогла отдать её на обучение в первое отделение Смольного института для благородных девиц в Санкт-Петербурге. В число преподаваемых дисциплин входили математика, физика, география, история, чистописание, религия, воспитание детей, нравственность, пение, танцы, музыка, французский язык, рукоделие, начатки домоводства, кулинарии и домашней экономии. Обучалась вместе с дочерьми дворянских фамилий — Олимпиадой Турчаниновой, Варварой Дельвиг, Еленой Голицыной, Верой Буниной, Зоей Багратион, Надеждой Шеншиной. Закончила обучение в 1848 году с хорошими оценками; при вручении диплома ей был подарен золотой браслет и Библия.
По окончании обучения вернулась в Архангельск. Здесь вышла замуж за гвардейского офицера, по выходе в отставку — главного архитектора города, коллежского секретаря Франца Молоховца. После рождения нескольких детей Франц вышел в отставку, и семья в поисках более высоких доходов переехала в Курск. Здесь в мае 1861 году вышло первое издание книги «Подарок молодым хозяйкам», относительно издания которой существует миф о том, что рецепты собрал и издал муж в качестве подарка жене. Однако известно, что рукопись в Цензурный комитет летом 1860 года Молоховец доставила лично. К экономии при ведении домашнего хозяйства и поводом к написанию книги, вероятно, стали не только постоянная нужда семьи в деньгах, но и в целом активное развитие кулинарной литературы в России в 1830—1840-е годы.
В 1866 году на заработанные от продажи книги средства Молоховец с семьёй переехала в Санкт-Петербург. Здесь семья сняла квартиру в доме Мижуева (набережная реки Фонтанки, д. 26).

### Увлечение мистицизмом и спиритизмом
Увлеклась идеями спиритизма и православного мистицизма в 1862 году. В Санкт-Петербурге познакомилась с медиумами Юлией Федоровной Смоленской и Евгенией Федоровной Тыминской (1815 — после 1900) и вошла в кружок последней. «Откровения Тыминской и свои собственные вещие сны Молоховец аккуратно конспектировала и публиковала». Заимствовала у естествоиспытателя и теософа Э. Сведенборга идею о периодических судах Бога над человечеством. Полагала «православный спиритизм» «вершиной развития „христианского спиритизма“ — православие объявляется ею единственным направлением христианства, сохранившем в своей основе чистоту первоначальной апостольской веры».
Считала себя членом Русской православной церкви и стремилась к сотрудничеству с церковными институциями, хотя и критически относилась к православному духовенству и Синоду. В 1876 году подготовила к печати свою первую религиозно-патриотическую брошюру. В целом оккультный характер её последующих брошюр ограничивал возможности сотрудничества с церковной периодикой и популярность их среди духовенства. В 1880 год при поддержке издателя Алексея Суворина издала книгу «Судьбы Запада и Востока», в которой в явном виде описала свои взгляды по духовным и политическим вопросам. В дальнейшем сообщала, что книга вся была уничтожена Синодом.
Рассматривала земную жизнь как школу духовного возрастания, придавая организации повседневности характер духовной практики. Считала, что:

… именно Земля является средоточием Вселенной, хотя сама она есть не более чем «Вселенская больница», «Вселенский Колизей», «вселенский ортопедический институт», «вселенский окружной суд» и наконец: «земля наша представляет Обитель, в которой отныне, все человечество должно готовиться к страшному, последнему выпускному экзамену, иначе Страшному Суду Господню». <…> С точки зрения Е. И. Молоховец изначальный рай, который она называет «золотым веком», мог быть обнаружен на Земле, в Индии; она верила, что туда души могли попасть, только пройдя длительный процесс эволюции и, соответственно, грехопадение также рассматривалось ею как всего лишь как краткий момент упадка предназначенной к развитию человеческой природы.

Духи говорят Елене то, что она по сути знала, а именно, что только Богом посланный царь, как носитель воли Всевышнего, может быть духовным пастырем измученной религиозным отречением России и что спасение ее страны и даже всей Европы состоит в истинной православной вере. Во сне она получает наказ молиться о спасении знамен Семеновского полка во время русско-турецкой войны. На следующее утро она покупает 200 маленьких икон для роты ее племянника Георгия, который собирается отправиться на войну. Само собой разумеется, что все 200 солдат вернулись с войны целыми и невредимыми. В другом сне она вместе с Александром II в карете путешествует в Берлин, где царь на многолюдной улице машет руками, не привлекая ничьего внимания. Елена понимает, что это намек на отсутствие немецкой поддержки в войне.

Молоховец тщетно пыталась сообщить миру, что 1 марта 1881 года, когда был убит Александр II, началась новая эра, в которую происходит суд над человечеством. А поскольку события политической жизни она воспринимала как отголоски мистических событий, российские монархи и воюющие на Балканах солдаты в ее воображении превратились чуть ли не в ангелов Апокалипсиса.

Последние годы Молоховец пустилась в графоманию и обивала пороги присутственных мест. Пыталась объяснить Константину Победоносцеву, как нужно управлять страной, потерпела неудачу и считала всесильного обер-прокурора вредным для России человеком. Посылала главам государств и религиозным лидерам проекты создания единой мировой религии.

### Последние годы
11 февраля 1894 года Молоховец написала императрице Марии Федоровне письмо с благодарностью за внимание к своему творчеству:

Я почувствовала радость от осознания того, что могу быть полезной моим соотечественникам, так как я могу сказать без хвастовства, что моя книга о домашнем хозяйстве, изданная в 1861 году, в эпоху отмены крепостного права, избавила от больших трудностей многих землевладельцев, когда они оказались внезапно без слуг, поваров, абсолютно не владея кулинарным искусством. Благодаря моей книге, наши русские дамы прекратили смущаться вести свое домашнее хозяйство и показываться у себя на кухне.

В конце жизни проживала в Петрограде по адресу Суворовский проспект, д. 54, кв. 17.
В августе 1917 года написала секретарю к Поместного собора В. Н. Бенешевичу письмо с просьбой предоставить ей возможность изложить патриарху Тихону свой проект соединения церквей, однако встреча не состоялась.
Скончалась 11 декабря 1918 года от паралича сердца (сердечной недостаточности). Похоронена 15 декабря 1918 года в Петрограде на Волковском лютеранском кладбище рядом с отцом (по другим данным — на Смоленском лютеранском кладбище).
Единственная научная биография Молоховец (в предисловии к переводу «Подарка» на голландский язык 1995 года) создана голландским славистом Эхбертом Хартманом (англ. Egbert Hartman). Единственная известная фотография — опубликована в газете «Биржевые ведомости» 20 мая 1911 году в статье, посвященной 50-летнему юбилею книги «Подарок молодым хозяйкам». Не сохранилось никаких воспоминаний о частной жизни Молоховец, её отношениях с мужем и детьми или свидетельств близко знавших её.

### Семья
Братья — Александр и Василий.
Муж — архитектор и морской инженер Франц Францевич Молоховец (1820—1889). В браке родилось девять сыновей и дочь. Восьмерых из своих детей Молоховец пережила:
- Анатолий Францевич (начало 1860-х годов — 1919) — надворный советник. В 1880 году окончил Императорское училище правоведения. Уехал работать в Сибирь, в 1889—1892 годах служил в Управлении государственных имуществ Бакинской губернии и Дагестанской области[27]. В 1900-е годы вместе с семьей вернулся в Санкт-Петербург;

- Его сын Владимир Анатольевич (24 мая 1889, Баку — 11 января 1920, Ревель) — офицер флота. Начал службу в 1907 году. Поступил кадетом в Морской корпус, который окончил в 1910 году, и из старших унтер-офицеров произведен сначала в корабельные гардемарины, затем в мичманы. Служил на корабле «Цесаревич», затем на эсминцах «Уссуриец», «Легкий» и «Сибирский стрелок». В 1914 году произведен в лейтенанты, был слушателем Артиллерийского военного класса, плавал на учебном судне «Петр Великий», был назначен в распоряжение коменданта морской крепости Петра Великого, командовал 203-мм батареей на острове Нарген. В 1915—1917 годах служил на крейсере «Адмирал Макаров» артиллерийским офицером. За участие в бою у острова Готланд награжден орденами Святой Анны и Святого Станислава. С 1919 года служил в Северо-Западной армии, воевал на стороне белых, был начальником ревельского представительства Военно-морского управления, принимал участие в походе на Петроград. После получения ранений умер от заражения тифом в центральном армейском госпитале Ревеля. Похоронен на Цегельс-Коппельском лютеранском кладбище;
- Его сын Анатолий Анатольевич (1887 — ?) — офицер-артиллерист, полковник. Окончил кадетский корпус в 1906 году и Константиновское артиллерийское училище в 1909 году. Служил в 3-м конно-артиллерийском дивизионе и 6-й конной батарее. Эмигрировал в Белград, состоял членом Общества офицеров-артиллеристов, здесь же окончил курсы генерального штаба.

- Леонид Францевич (1852, Архангельск — ?) — сотрудник Отдельного корпуса жандармов, службу в котором начал в 1881 году. В 1896—1901 годах в звании полковника — начальник Вятского губернского жандармского управления. Старшина вятского общества северных охотников, автор его устава[31]. В дальнейшем переведён в Санкт-Петербургское губернское жандармское управление, где с 1901 года состоял членом штаба[32]. В 1906 году уволен в отставку с присвоением чина генерал-майора. Награжден орденами Святого Станислава и Святой Анны;
- Константин Францевич (7 ноября 1855 — 9 января 1905, Порт Артур) — офицер флота, старший судовой инженер-механик отряда миноносцев (1898—1903), участник обороны Порт-Артура. Умер от последствий недоедания во время осады Порт-Артура в ходе Русско-японской войне, о чем только позднее стало известно из прошения его вдовы, которое хранится в военно-морском архиве, хотя сама Молоховец писала, что он умер на боевом посту корабля[24][28];

- Его сын Константин Константинович (20 января 1887 — ?) — офицер флота, инженер-механик.
- Его сын Владимир Константинович (8 июня 1890 — 4 января 1966) — офицер флота. Окончил Морской корпус в 1910 году. С конца 1913 года — младший вахтенный офицер на яхте «Штандарт». 6 апреля 1914 года произведён в лейтенанты. Был дружен с Ольгой Николаевной. Воевал в составе Вооружённых сил Юга России. В ноябре 1919 года произведен в старшие лейтенанты и в том же году эвакуирован из Новороссийска. К лету 1921 года прибыл в Константинополь, затем переехал в Париж, Ниццу и, наконец, в Оксфорд. В 1930 году — член объединения Гвардейского экипажа. Воспоминания о встрече с ним в Лондоне в 1964 году приводит в своей книге артист А. И. Райкин;

- сын — учился в морском корпусе; совершил самоубийство;
- сын — попал в сумасшедший дом[7];
- дочь — умерла в двухлетнем возрасте.

## Творчество
В 1854 году издала польку-мазурку «Раздумье», которая продавалась по 50 копеек.

### «Подарок молодым хозяйкам»
В 1861 году в Курске вышло первое издание книги Молоховец «Подарок молодым хозяйкам, или Средство к уменьшению расходов в домашнем хозяйстве». Она представляла собой сборник около 1500 рецептов (в последних изданиях их количество выросло до примерно 4500). В предисловии Молоховец писала: «Книгу составила я исключительно для молодых хозяек, чтобы доставить им случай без собственной опытности и в короткое время получить понятие о хозяйстве вообще и чтобы тем приохотить их заняться хозяйством». Молоховец посвятила книгу своим подругам — воспитанницам Смольного института.

Молоховец <…> не просто учит готовить, а моделирует образ жизни, в качестве бонуса предлагая подробнейшую инструкцию, как этот образ создать. Здесь имеется календарь питания, в котором для каждого дня года предложены рецепты с учетом требований церковных постов и стоимости ингредиентов в зависимости от времени года. Состоятельный читатель может выбрать более дорогой вариант, тем, кто победнее, предлагаются бюджетные блюда, найдут рецепты по душе и увлеченные входившим в моду вегетарианством. Таким образом, сборник рецептов превратился в подробный регламент быта на целый год.
<…> Здесь же приводится универсальный справочник цен на продукты, советы, как отличить свежее мясо от несвежего, и прочее, прочее, прочее. Объясняя, как сэкономить, Молоховец не дает читателю повода почувствовать собственную бедность. Экономия для нее естественное правило ведения хозяйства, а не жесткая необходимость.
<…> Вопреки легендам советского времени, книга Елены Молоховец довольно демократична. Описывая правильную планировку квартиры, она предусматривает и вполне комфортабельные помещения для прислуги.

Продолжая традицию предшествующих кулинарых изданий (например, «Поваренного календаря, или Самоучителя поваренного искусста, содержащего наставление к приготовлению снедей на каждый день в году, для стола домашнего и гостинного» 1808 года), Молоховец в своей книге предлагала меню для каждого дня года. Для всех пунктов меню далее по тексту приводились и рецепты их приготовления. Для дней церковных постов предлагался как постный, так и скоромный стол.
Будучи изданной в год отмены крепостного права, книга попала в свободную маркетинговую нишу, найдя своего читателя — дворянские семьи, утратившие возможность широко использовать труд крепостных для обеспечения собственного быта. Достаточно быстро появился широкий читательский запрос на различные советы по ведению домашнего хозяйства, связанный, кроме того, и с общественными настроениями эпохи реформ 1860—1870-х годов.

«Подарок молодым хозяйкам» вышел в год освобождения крестьян. Русская молодежь повально болела нигилизмом. <…>
Феномен книги Молоховец в том, что, с одной стороны, она противоречила духу времени, с другой — была свидетельством наступавшей женской эмансипации. Ведь Елена Молоховец — одна из первых в России преуспевающих женщин-писательниц.

Книга часто становилась свадебным подарком для молодых семей.
В начале 1870-х годов в «Подарке» появилась глава, посвященная планировке квартиры. Молоховец считала, что планировка дома влияет на нравственность «правильной христианской семьи»: в доме, по её мнению, должна быть предусмотрена комната для совместной молитвы, просторная столовая для совместной работы, отдыха и чтения, детские комнаты должны находиться как можно ближе к родительским, размещение комнат прислуги должно производиться на одном этаже с комнатами хозяев.
К концу 1870-х в дополнительном, третьем томе «Подарка» стали появляться советы и рекомендации вне области кулинарии, например, «рецепты стирки и чистки материи разных типов, чистки драгоценных камней, хрусталя, посуды, бронзы, швейных машин, дверей, мрамора, гипсовых бюстов и т. д.», «советы по уходу за домашними животными и заготовлению продуктов домашнего животноводства», гигиенические и медицинские советы, причем не только заимствованные из медицинских публикаций, но и рецепты народной медицины, методы, основанные на «животном магнетизме», православные молитвы об исцелении. Многие из приводимых советов, уже устаревшие и отвергнутые медиками ко времени своего опубликования, «сделали Елену Ивановну посмешищем для литературных критиков и образованных современников, хотя её книги всё так же отлично раскупались».
При жизни автора книга выдержала 29 изданий, общий тираж которых составил 295 тыс. экземпляров. Книга была чрезвычайно популярной и вызвала к жизни создание ряда компилятивных подделок за авторством вымышленных писателей:
- «Е. М…н» («Новый подарок для молодых хозяек» (1870, 1871), «Новый полный подарок для молодых хозяек» (1875, 1880));
- «Е. Морович» («Новый, полный и самый подробный подарок молодым хозяйкам. Современный гастроном. Драгоценная книга для уменьшения расходов и приготовления вкусного, здорового, питательного, роскошного и дешевого скоромного и постного стола» (1887), «Новейший полный и самый лучший подарок молодым хозяйкам. Современный гастроном <…>» (1894));
- «Оливье, Яр, Малковец, Гурвич, Доменико, Е. Каменская» («Полезный дорогой подарок всем молодым хозяйкам. Настольная поварская книга для домашней кухни без помощи повара или поварихи» (1897—1898), «Необходимо-полезный дорогой подарок всем молодым хозяйкам. Полная настольная поварская книга для домашней кухни без помощи повара и поварихи» (1902));
- «К. К. Мороховцев» или «К. К. Мароховцев» («Полный подарок молодым хозяйкам. Новая необходимая настольная книга в каждом доме и в каждой семье. Новейшая школа поварского и кондитерского искусства» (1899, 1900, 1901));
- «Е. Молоховская» или «Е. Малоховская» («Подарок молодым хозяйкам. Настольная поваренная книга. Руководство для правильного ведения домашнего хозяйства и сокращения расходов» (1906, 1907, 1908, 1909, 1910, 1911), «Новая поваренная книга. Полнейшее руководство к изучению поварского искусства. Подарок молодым хозяйкам» (1909), «Настольная поваренная книга. Полное руководство для правильного ведения домашнего хозяйства» (1916));
- «Не Молоховец» («Новейшая поварская книга. Наставление к приготовлению более 400 обедов, питательных, вкусных и здоровых. Скоромный, постный и вегетарианский стол» (1909));
- «Е. Молоховцева» («Полный подарок молодым хозяйкам. Необходимая настольная книга в каждом доме. Самое полное руководство к приготовлению разнообразных изысканных кушаний, доступных для всех. Средство уменьшить расход и вести домашнее хозяйство. Новейшая поваренная книга» (1910, 1912, 1915)).

Для борьбы с контрафактными изданиями Молоховец размещала на титульной странице каждой книги факсимильный штамп со своей подписью и там же указывала, что «подделка как названия моей книги…, так и моей фамилии будет преследоваться судебным порядком».

В письме журналу «Новое время» (ноябрь 1907 года) она предупреждает читающую публику о недобросовестности издательской братии и просит служителей закона быть бдительными и не допускать никакого вида плагиата. Однако это не действует.

Переводы, сокращенные и посмертные переиздания «Подарка»
Перевод «Подарка» на немецкий язык был выполнен самой Молоховец и вышел в 1877 году.
Сокращенные контрафактные переиздания «Подарка» после революции и вплоть до Второй Мировой войны выходили в разных городах мира:
- Молоховец Е. И. Поваренная книга. Лучший подарок молодым хозяйкам. — Виден; Пг.: «Культура и жизнь», [б. г.]. — 158 с.
- Молоховец Е. И. Подарок молодым хозяйкам, или Средство к уменьшению расходов в домашнем хозяйстве. Чч. 1—2. — Берлин: «Парабола», 1922.
- Молоховец Е. И. Кулинарная книга. Средство к уменьшению расходов в домашнем хозяйстве. Ч. 1. — Берлин: Изд-во кулинар. ин-та, 1923. — 401 с.
- Молоховец Е. И. Кулинарная книга. Средство к уменьшению расходов в домашнем хозяйстве. Ч. 2. — Берлин: Изд-во кулинар. ин-та, 1923. — 293 с.
- Боброва Н. Поваренная книга. Подарок молодым хозяйкам. Составлено по известному кулинарному труду Е. М. Молоховец. — Riga: «Praktiska biblioteka», 1932. — 224 с.
- Молоховец Е. И. Подарок молодым хозяйкам. — Ситка: «Arrowhead Press», 1936. — 23 с.[38]
- Молоховец Е. И. Подарок молодым хозяйкам. Новое изд., испр. и доп. — Riga: «M. Didkovska Izdevnieciba», 1939. — 152 с.

В годы советской власти «Подарок» не переиздавался, однако рецепты из книги в значительной мере стали основой изданий 1930—1950-х годов «Книги о вкусной и здоровой пище».
Первые переиздания «Подарка» (преимущественно сокращенного характера) начали появляться только в конце 1980-х годов. С начала 1990-х годов в России и странах СНГ в дополнение к ним стали выходить переиздания с измененными названиями и включающие произвольно перекомпонованные разделы («отделения») оригинального издания: «Подарок молодым хозяйкам. 400 оригинальных рецептов сладких блюд» (1990), «Секреты старой кухни» (1991), «Старая кухня России» (1991), «Постный стол» (1992), «Старые разносолы» (1993), «Простые и вкусные блюда русской кухни» (2004), «Большая энциклопедия русской дворянской кухни от Елены Молоховец» (2006), «Праздничный стол Елены Молоховец» (2008), «Готовим в микроволновой печи по рецептам Елены Молоховец» (2008), «Готовим по рецептам Е. Молоховец» (2012) и др.
В 1992 году вышел сокращенный аннотированный перевод славистки и историка кулинарии Джойс Тоомре на английский язык. Рецензию под названием «Золотой век» на этот перевод, в сокращенном виде опубликованную в журнале «The New York Review of Books», написала Т. Н. Толстая.
«Простая, общедоступная кухня»
В 1884—1911 годах в нескольких изданиях вышла книга «Простая, общедоступная кухня» — переработанный и сокращенный вариант «Подарка», содержавший рецепты более простых блюд для людей с небольшим достатком. Книга считалась «ответом автора тем, кто обвинял её в ориентации исключительно на состоятельных хозяек».
Первое издание стоило в восемь раз меньше, чем «Подарок», и содержало примерно в семь раз меньше рецептов. Рецепты были разбиты на семь отделений и не сопровождались списками продуктов для их приготовления. Все экземпляры книги также сопровождались факсимиле автора и содержат значительное число опечаток и ошибок редактуры.
В 1927 году в Одессе вышло фактически переиздание первого издания со старыми рецептами, но с новой орфографией и исключенными церковными понятиями

### Другие издания
Молоховец — автор целого ряда публицистических брошюр религиозно-исторической, патриотической, оккультной и спиритической направленности:

Названия громкие и внушительные, но книги, полные многословных рассуждений о религии и мистике, читать невозможно. Лишь изредка в них попадается что-то конкретное. Так, автор дает советы о государственном устройстве (число министерств должно быть увеличено до 56) и объясняет, как ограничить проституцию: публичные дома должны быть перенесены за город, на каждой стороне света не больше одного, вокруг построить стену из кирпичей, а мужчин допускать только с направлением врача.

На основе материалов третьего тома «Подарка» выпустила несколько изданий лечебника под отдельными названиями. В брошюре «Храм медицины» описывала медицинское знание как храм, состоящий из трёх частей: аллопатия лечит тело, гомеопатия — нервы, магнетизм — болезни духа.
В 1890-е годы Молоховец начала выпускать брошюры историософского характера, посвящённые толкованию Библии (события священной истории рассматривала как прямые аллегории событий современных для неё), суждениям по вопросам развития Запада, особой роли православия. Историю западной цивилизации рассматривала как историю отпадения от православия, а Россию — единственной страной богоизбранной, которая его сохранила (брошюра «Судьбы Запада и Востока»). С середины 1900-х годов, после ослабления цензурных ограничений, такие брошюроы стали выходить ежегодно.

В другой брошюре она предлагала бороться с проституцией: запретить «все секретные гинекологические отделения, все порнографические издания, все развращающие юношество газетные объявления, картины, театральные пьесы и романы», увеличить количество гимназических уроков в субботу, всем дать средства жениться с 21 года, а дома терпимости перевести за город, окружить их каменной стеной с часовым и пускать туда мужчин только по именным билетам от врачей.

В брошюре «Русской женщине о великом значении нашего времени и о будущности сынов ея» Молоховец опубликовала отрывки из своего дневника и описания своих снов и видений. Рассматривала земную жизнь как школу духовного возрастания, придавая организации повседневности характер духовной практики.
Во время Первой мировой войны выпустила ряд брошюр, посвященных посмертной судьбе убитых на войне русских солдат и будущему страны.

В связи с убеждением в том, что в будущем все христианские конфессии присоединятся к православию, Елена Молоховец составила и опубликовала на французском языке послание к европейским правителям с призывом присоединиться к православию.

## Отзывы
Современников Елены забавляла ее увлеченность. Как, например, иронизирует один литературный альманах в 1884 году, Молоховец считает, что приготовление пищи на огне — это ее изобретение и что люди без её указания непременно пронесут ложку мимо рта. В каждом блюде, не приготовленном по ее рецептам, она видит подделку, в каждом едоке, который не питается по ее книге, — личного врага.

Сатирические заметки относительно книги Молоховец публиковал А. П. Чехов в журнале «Будильник».
«Имела ультраконсервативные убеждения и была горячей сторонницей монархического строя». Воспоминания об общении с Молоховец на темы духовно-религиозного и нравственного возрождения России оставил философ В. В. Розанов, которому в мае 1911 года Молоховец послала для изучения ряд своих брошюр, а затем посетила лично:

Ух… устал переписывать одни заглавия: еще пять брошюрок, книжек и проч., изданных в последние три года, г-жою Е. Молоховец <…>
Что это, фантасмагория? Несбыточность, невероятное?
Все это написала женщина в 80 лет! Забыл сказать: уже затворяя дверь, она проговорила совсем грустно:
— Вы по крайней мере прочтите хоть одну мою брошюру: «Якорь спасения»…
Не знаю, что за книга: но не интересно ли и не великолепно ли, наконец, что «якорь спасения» для России кидает 80-летняя женщина!!! Ну, такие страны, с такими «гражданками», не вымирают. Я пишу эти строки, чтобы сказать очень многим, и особенно сказать молодым меланхоликам, что петь «панихиды» нашей России рано.

В 1911 году писательница Н. А. Тэффи написала сатрический рассказ «Пасхальные советы молодым хозяйкам», пародирующий советы Молоховец.
В 1929 году в газете «Известия» было озвучено такое отношение к «Подарку», связанное с новыми идеологическими установками:

Прославленная книга Молоховец, о которой принято говорить улыбаясь, в сущности не так безобидна, как принято о ней думать… В течение полувека она вбивала в головы молодых хозяек основы домашнего самодержавия. Твердый корешок брюхастого тома служил крепким корнем старой семьи. Житейские, моральные и кухонные рецепты в обилии сыпались с 1500 страниц. Каждая щука была нафарширована в ней откровенно-черносотенными идейками, борщ заправлен мелконарубленными монархическими сентенциями, пельмени начинены благочестием, подлый мещанский душок сквозил в аромате изысканных кушаний.

Упоминается в автобиографической повести «Кондуит и Швамбрания» Льва Кассиля, написанной в 1928—1931 годах: «Швамбранская игра в то время сводилась главным образом к воображаемому обжорству. Швамбрания ела. Она обедала и ужинала. Она пировала. Мы смаковали звучные и длинные меню, взятые из поваренной книги Молоховец. На этих швамбранских пиршествах мы немножко удовлетворяли свои необузданные аппетиты». Эмигрировавший в начале 1930-х годов писатель Е. И. Замятин в записной книжке в 1932 году писал: «В эмиграции — два наиболее ходовых автора: на первом месте Елена Молоховец, на втором — Пушкин».
В советскую эпоху книга «Подарок молодым хозяйкам» критиковалась за буржуазность и декадентство, аристократический слог и пренебрежительное отношение к бедным слоям трудового населения, поскольку во многих рецептах побочные продукты приготовления пищи автор рекомендовала отдавать прислуге. Рецепты деликатесов из книги негативно воспринимались общественным мнением. На волне этих настроений поэт А. А. Тарковский в 1957 году написал стихотворение «Елена Молоховец»:

Где ты, писательница малосольная,

Молоховец, холуйка малохольная,

Блаженство десятипудовых туш

Владетелей десяти тысяч душ?

В каком раю? чистилище? мучилище?

Костедробилище? А где твои лещи

Со спаржей в зеве? раки бордолез?

Омары Крез? имперский майонез?

Кому ты с институтскими ужимками

Советуешь стерляжьими отжимками

Парадный опрозрачивать бульон,

Чтоб золотым он стал, как миллион,

Отжимки слугам скармливать, чтоб ведали,

Чем нынче наниматели обедали?

Вот ты сидишь под ледяной скалой,

Перед тобою ледяной налой,

Ты вслух читаешь свой завет поваренный,

Тобой хозяйкам молодым подаренный,

И червь несытый у тебя в руке,

В другой — твой череп мямлит в дуршлаге.

Ночная тень, холодная, голодная,

Полубайстрючка, полублагородная…

В результате такого негативного восприятия возникло распространённое и существующее по настоящее время в значительном числе вариантов заблуждение о том, что в «Подарке» имеется совет послать слуг в погреб и принести тех или иных деликатесов в случае визита нежданных гостей. Одно из первых упоминаний — в романе В. Д. Звягинцева «Одиссей покидает Итаку», написанном в 1978—1983 годах: «Как известная Елена Молоховец писала в своей кулинарной книге: „Если к вам пришли гости, а у вас ничего нет, пошлите человека в погреб…“» Однако ни в одном из изданий «Подарка» подобных утверждений не встречается.
Молоховец и её «Подарок» многократно упоминаются в романе М. Л. Степновой «Женщины Лазаря».

## Основные работы

### Кулинария и домоводство

#### «Подарок молодым хозяйкам»
- Молоховец Е. И. Подарок молодым хозяйкам, или Средство к уменьшению расходов в домашнем хозяйстве:

- Курск: Тип. Губ. правления, 1861. — 701 с. (Автор не указан.)
- 2-е изд., доп. — С.-Пб.: Тип. Т-ва «Общественная польза», 1866. — 552 с. (Автор указан как «Е. М…ц».)
- 3-е изд., доп. — С.-Пб.: Печатня В. И. Головина, 1868. — 545 с.
- 4-е изд. — С.-Пб.: Печатня В. И. Головина, 1869. — 545 с.
- 5-е изд., испр. — С.-Пб.: Тип. В. Безобразова и К°, 1871. — 554 с.
- 6-е изд., испр. — С.-Пб.: Тип. В. Безобразова и К°, 1872. — 554 с.
- 7-е изд., испр. и доп. — С.-Пб.: Тип. О. И. Бакста, 1875. — 568 с.
- 8-е изд., доп. Ч. 1. — С.-Пб.: Тип. М. И. Попова, 1878. — 472 с.
- 8-е изд., доп. Ч. 2. — С.-Пб.: Тип. М. И. Попова, 1878. — С. 473—793.
- 8-е изд., доп. Ч. 3. Прибавление. — С.-Пб.: Тип. М. А. Хана, 1878. — 360 с.
- 9-е изд., доп. Ч. 1. — С.-Пб.: Кн. склад «Российской библиографии»; Тип. И. Габермана, 1881.
- 9-е изд., доп. Ч. 2. — С.-Пб.: Кн. склад «Российской библиографии»; Тип. И. Габермана, 1881. (В чч. 1—2 — 680 с.)
- 9-е изд., доп. Ч. 3. Прибавление. [2-е изд.] — С.-Пб.: Тип. И. Габермана, 1881. — 360 с.
- 10-е изд., испр. и доп. Ч. 1. — С.-Пб.: Тип. Т-ва «Общественная польза», 1883. — 451 с.
- 10-е изд., испр. и доп. Ч. 2. — С.-Пб.: Тип. Т-ва «Общественная польза», 1883. — 260 с.
- 11-е изд., испр. и доп. Ч. 1. — С.-Пб.: Типо-лит. С. В. Шепердсон, 1884. — 451 с.
- 11-е изд., испр. и доп. Ч. 2. — С.-Пб.: Типо-лит. С. В. Шепердсон, 1884. — 293 с.
- 12-е изд., испр. и доп. Ч. 1. — С.-Пб.: Типо-лит. Х. Ш. Гельперн, 1886. — 451 с.
- 12-е изд., испр. и доп. Ч. 2. — С.-Пб.: Типо-лит. Х. Ш. Гельперн, 1886. — 293 с.
- 13-е изд., испр. и доп. Ч. 1. — С.-Пб.: Типо-лит. Х. Ш. Гельперн, 1887. — 451 с.
- 13-е изд., испр. и доп. Ч. 2. — С.-Пб.: Типо-лит. Х. Ш. Гельперн, 1887. — 293 с.
- 14-е изд., испр. и доп. Ч. 1. — С.-Пб.: Типо-лит. Х. Ш. Гельперн, 1888. — 451 с.
- 14-е изд., испр. и доп. Ч. 2. — С.-Пб.: Типо-лит. Х. Ш. Гельперн, 1888. — 293 с.
- 14-е изд., испр. и доп. Ч. 3. Прибавление. 3-е изд., испр. и доп. — С.-Пб.: Типо-лит. Х. Ш. Гельперн, 1888. — 508 с.
- 15-е изд. Ч. 1. — С.-Пб.: Тип. Дома призрения малолетних бедных, 1889. — 451 с.
- 15-е изд. Ч. 2. — С.-Пб.: Тип. Дома призрения малолетних бедных, 1889. — 293 с.
- 16-е изд. Ч. 1. — С.-Пб.: Тип. Дома призрения малолетних бедных, 1890. — 451 с.
- 16-е изд. Ч. 2. — С.-Пб.: Тип. Дома призрения малолетних бедных, 1890. — 293 с.
- 17-е изд. Ч. 1. — С.-Пб.: Тип. Дома призрения малолетних бедных, 1892. — 451 с.
- 17-е изд. Ч. 2. — С.-Пб.: Тип. Дома призрения малолетних бедных, 1892. — 293 с.
- 18-е изд. Ч. 1. — С.-Пб.: Тип. Дома призрения малолетних бедных, 1892. — 462 с.
- 18-е изд. Ч. 2. — С.-Пб.: Тип. Дома призрения малолетних бедных, 1894. — 325 с.
- 19-е изд. Ч. 1. — С.-Пб.: Тип. Дома призрения малолетних бедных, 1895. — 451 с.
- 19-е изд. Ч. 2. — С.-Пб.: Тип. Дома призрения малолетних бедных, 1895. — 325 с.
- 20-е изд., испр. и доп. Ч. 1. — С.-Пб.: Тип. Дома призрения малолетних бедных, 1897. — 451 с.
- 20-е изд., испр. и доп. Ч. 2. — С.-Пб.: Тип. Дома призрения малолетних бедных, 1897. — 336 с.
- 21-е изд. Ч. 1. — С.-Пб.: Калашниковская паровая тип. А. Л. Трунова и К°, 1899. — 451 с.
- 21-е изд. Ч. 2. — С.-Пб.: Калашниковская паровая тип. А. Л. Трунова и К°, 1899. — 327 с.
- 22-е изд., испр. и доп. Ч. 1. — С.-Пб.: Тип. Н. Н. Клобукова, 1901. — 786 с.
- 22-е изд., испр. и доп. Ч. 2. — С.-Пб.: Тип. Н. Н. Клобукова, 1901. — 239 с.
- 23-е изд., испр. и доп. Ч. 1. — С.-Пб.: Тип. Н. Н. Клобукова, 1903. — 796 с.
- 23-е изд., испр. и доп. Ч. 2. — С.-Пб.: Тип. Н. Н. Клобукова, 1903. — 239 с.
- 24-е изд., испр. и доп. Ч. 1. — С.-Пб.: Тип. Н. Н. Клобукова, 1905. — 800 с.
- 24-е изд., испр. и доп. Ч. 2. — С.-Пб.: Тип. Н. Н. Клобукова, 1905. — 243 с.
- 25-е изд., испр. и доп. Ч. 1. — С.-Пб.: Тип. Н. Н. Клобукова, 1907. — 804 с.
- 25-е изд., испр. и доп. Ч. 2. — С.-Пб.: Тип. Н. Н. Клобукова, 1907. — 243 с.
- 26-е изд., испр. и доп. Ч. 1. — С.-Пб.: Тип. 1-й С.-Пб. трудовой артели, 1909. — 808 с.
- 26-е изд., испр. и доп. Ч. 2. — С.-Пб.: Тип. 1-й С.-Пб. трудовой артели, 1909. — 243 с.
- 27-е изд., испр. и доп. Ч. 1. — С.-Пб.: Тип. 1-й С.-Пб. трудовой артели, 1912. — 824 с.
- 27-е изд., испр. и доп. Ч. 2. — С.-Пб.: Тип. 1-й С.-Пб. трудовой артели, 1912. — 243 с.
- 28-е изд., испр. и доп. Ч. 1. — С.-Пб.: Тип. 1-й С.-Пб. трудовой артели, 1914. — 828 с.
- 28-е изд., испр. и доп. Ч. 2. — С.-Пб.: Тип. 1-й С.-Пб. трудовой артели, 1914. — 243 с.
- 29-е изд. Ч. 1. — Пг.: Тип. 1-й Петроградской трудовой артели, 1917. — 828 с.
- 29-е изд. Ч. 2. — Пг.: Тип. 1-й Петроградской трудовой артели, 1917. — 243 с.

#### «Простая, общедоступная кухня»
- Молоховец Е. И. Простая, общедоступная кухня:

- С.-Пб.: Типо-лит. бывш. С. В. Шепердсона, 1884. — 136 с.
- 2-е изд. — С.-Пб.: Тип. и лит. В. А. Тиханова, 1891. — 168 с.
- 3-е изд. — С.-Пб.: Тип. А. Л. Трунова, 1896. — 173 с.
- 4-е изд. — С.-Пб.: Тип. А. Л. Трунова, 1900. — 158 с.
- 5-е изд. — С.-Пб.: Тип. А. Л. Трунова, 1905. — 158 с.
- 6-е изд. — С.-Пб.: Изд. В. И. Губинского, 1911. — 136 с.

### Медицинские справочники
- Молоховец Е. И. Храм медицины. — С.-Пб.: Тип. А. С. Суворина, 1880. — 16 с.
- Молоховец Е. И. Русскому народу. Собрание гигиенических и полезнейших, простых, домашних, врачующих средств от различных болезней взрослых и детей. — С.-Пб.: Тип. М. А. Хана, 1880. — 256 с.
- Молоховец Е. И. Молодым хозяйкам. Собрание гигиенических и полезнейших простых, аллопатических и гомеопатических врачующих средств от различных болезней взрослых и детей. [2-е изд.] — С.-Пб.: Тип. М. А. Хана, 1880. — 339 с.
- Молоховец Е. И. Помощь врачам и врачуемым. Вопросы и ответы, необходимые в особенности для заочной консультации и заочного пользования разными способами лечения. — С.-Пб.: Тип. Г. Дюнтца, 1883. — 43 с.

### Публицистические произведения
- Молоховец Е. И. Судьбы Запада и Востока. — С.-Пб.: Тип. А. С. Суворина, 1880. — 160 с.
- Молоховец Е. И. Разговоры французские и русские в виде маленьких сценок для русского и французского юношества. — С.-Пб.: Тип. Э. Арнгольдта, 1898. — 101 с.
- Молоховец Е. И. Голос русской женщины по поводу государственного и духовно-религиозно-нравственного возрождения России. — С.-Пб.: Тип. Попечит. человеколюб. о-ва, 1906. — 61 с.
- Молоховец Е. И. В защиту православно-русской семьи. 2-е изд. — С.-Пб.: Тип. Попечит. человеколюб. о-ва, 1908. — 9 с. (Первое издание — в 1905 году в журнале «Православно-русское слово».)
- Молоховец Е. И. Русской женщине о великом значении нашего времени и о будущности сынов ее. — С.-Пб.: Тип. П. Ф. Вощинской, 1909. — 70 с.
- Молоховец Е. И. Тайна горя и смут нашего времени. — С.-Пб.: Тип. П. Ф. Вощинской, 1910. — 14 с.
- Молоховец Е. И. Монархизм, национализм и православие. — С.-Пб.: Тип. П. Ф. Вощинской, 1910. — 16 с.
- Молоховец Е. И. По поводу недоразумений относительно проституции. — С.-Пб.: Тип. П. Ф. Вощинской, 1910. — 36 с.
- Молоховец Е. И. Якорь спасения для посягающих на безверие, убийство, самоубийство и крайнюю безнравственность (Из области спиритизма). — С.-Пб.: Тип. П. Ф. Вощинской, 1911. — 30 с.
- Молоховец Е. И. Воззвание к православно-русским женщинам всех сословий (По поводу начавшейся войны с Турцией). — Пг.: Типо-лит. Петроградской тюрьмы, 1914. — 8 с. (Переизд.: Пг.: Тип. П. Ф. Вощинской, 1914.)
- Молоховец Е. И. Суд идет (По поводу событий нашего времени). — Пг.: Тип. П. Ф. Вощинской, 1914. — 16 с.
- Молоховец Е. И. Воинству всероссийскому, полагающему ныне души свои не только за освобождение славян, но и для спасения всего человечества. — Пг.: Типо-лит. Петроградской тюрьмы, 1915. — 20 с.

### История церковных обрядов и таинств, мистицизм и спиритизм
- Молоховец Е. И. Краткая история домостроительства вселенной. Ч. 1. — С.-Пб.: Тип. Попечит. человеколюб. о-ва, 1906. — 62 с.
- Молоховец Е. И. Ветхозаветная история Иакова и семьи его, как прообраз истории христианства новозаветного. — С.-Пб.: Тип. Попечит. имп. человеколюб. о-ва, 1906. — 27 с.
- Молоховец Е. И. Сокровенные истории: православной России, католичества и протестантства вообще. Священная война 1877—1878 г. — С.-Пб.: Невская тип., 1906. — 48 с.
- Молоховец Е. И. Опыт истолкования XIV главы пророчества Исаия. — С.-Пб.: Тип. П. Ф. Вощинской, 1910. — 8 с.
- Молоховец Е. И. Краткое толкование некоторых выдающихся текстов православной панихиды и чина церковного отпевания. — С.-Пб.: Тип. П. Ф. Вощинской, 1910. — 25 с.
- Молоховец Е. И. О таинстве православного церковного брака как прообразе истории брака веры с наукою. — С.-Пб.: Тип. П. Ф. Вощинской, 1910. — 12 с.
- Молоховец Е. И. Значение обрядностей православных таинств крещения и миропомазания. — С.-Пб.: Тип. П. Ф. Вощинской, 1910. — 16 с.
- Молоховец Е. И. Райское человечество и его падение. История Христа бога как врача от последствий грехопадения. — С.-Пб.: Тип. П. Ф. Вощинской, 1911. — 26 с.
- Молоховец Е. И. Видение, бывшее 12 апр. 1877 г. в день объявления русско-турецкой войны, изображающее «Принявшие венец», или Небесное торжество Русских воинов, честно потрудившихся, пострадавших или павших в бою за освобождение славян, а следовательно и за освобождение Церкви Христовой от унижения, поношения и осквернения, как со стороны нехристианских, так и христианских врагов ее. — Пг.: Типо-лит. Петроградской тюрьмы, 1914. — 16 с.